# Châtenoy-le-Royal
Châtenoy-le-Royal település Franciaországban, Saône-et-Loire megyében. Lakosainak száma 6205 fő (2022. január 1.). Châtenoy-le-Royal Chalon-sur-Saône, Champforgeuil, Dracy-le-Fort, Givry, Mellecey és Saint-Rémy községekkel határos.

## Népesség
A település népességének változása:
| Lakosok száma | 6152 | 6229 | 6342 | 6177 | 6153 | 6148 | 6148 | 6145 | 6205 |
|               | 2013 | 2015 | 2016 | 2017 | 2018 | 2019 | 2020 | 2021 | 2022 |